# Fürbek
Die Fürbek ist ein linker Nebenfluss der Buckener Au in Schleswig-Holstein. Der Fluss hat eine Länge von ca. 3,4 km. Er entspringt Quellort westlich von Heinkenborstel, fließt durch Mörel, wo die Straße "Am Fürbek" nach ihm benannt ist, und mündet südöstlich des Ortes in den Mühlenbach. Große Teile des Unterlaufes wurden während der Flurbereinigung verrohrt.